# Mies Bouwman

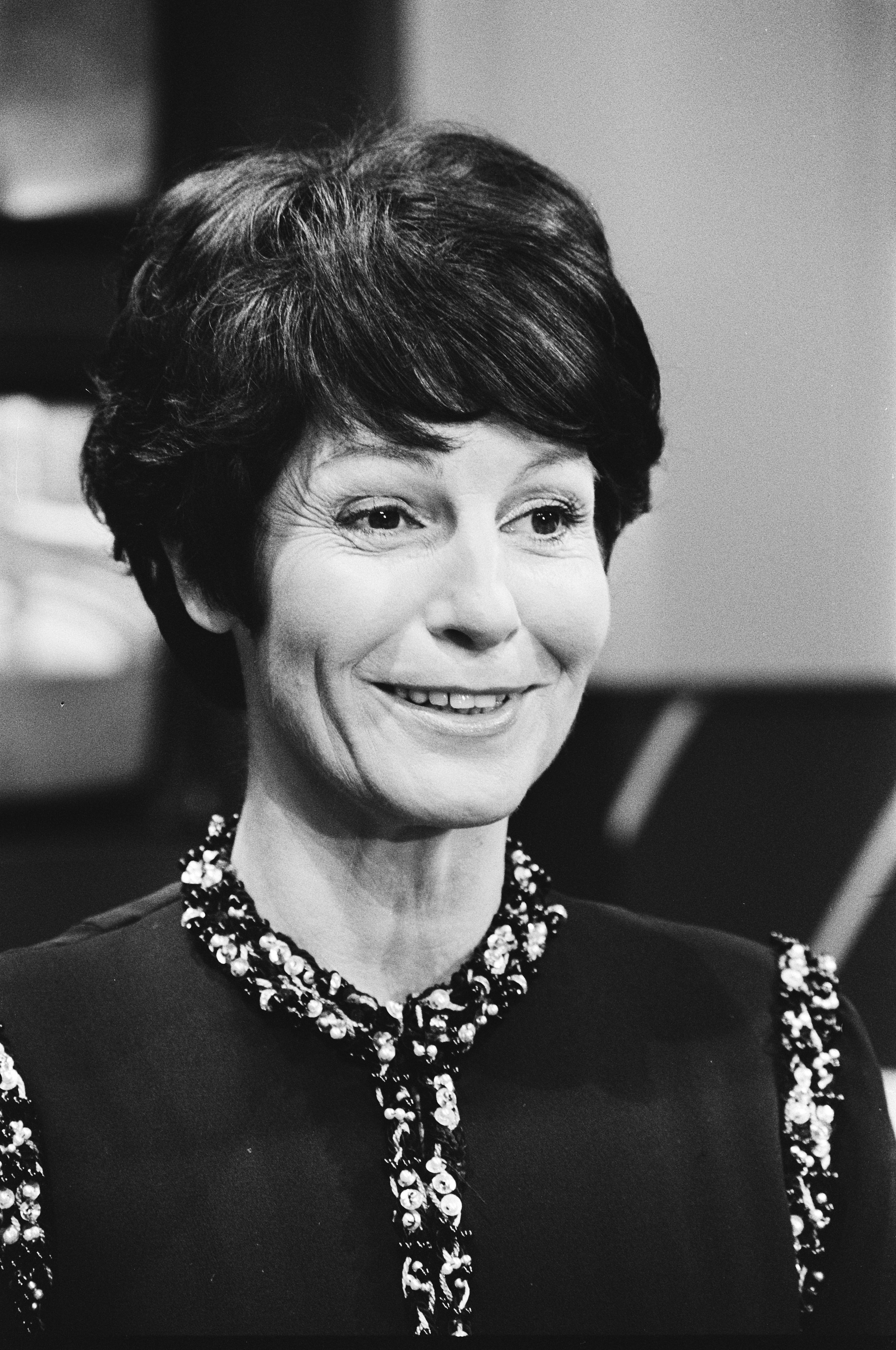
Mies Bouwman, 1979

Maria Antoinette (Mies) Bouwman (* 31. Dezember 1929 in Amsterdam; † 26. Februar 2018 in Elst (Utrecht)) war eine niederländische Fernsehmoderatorin und galt in den 1960er Jahren als die Grande Dame der dortigen Fernsehunterhaltung.

## Karriere

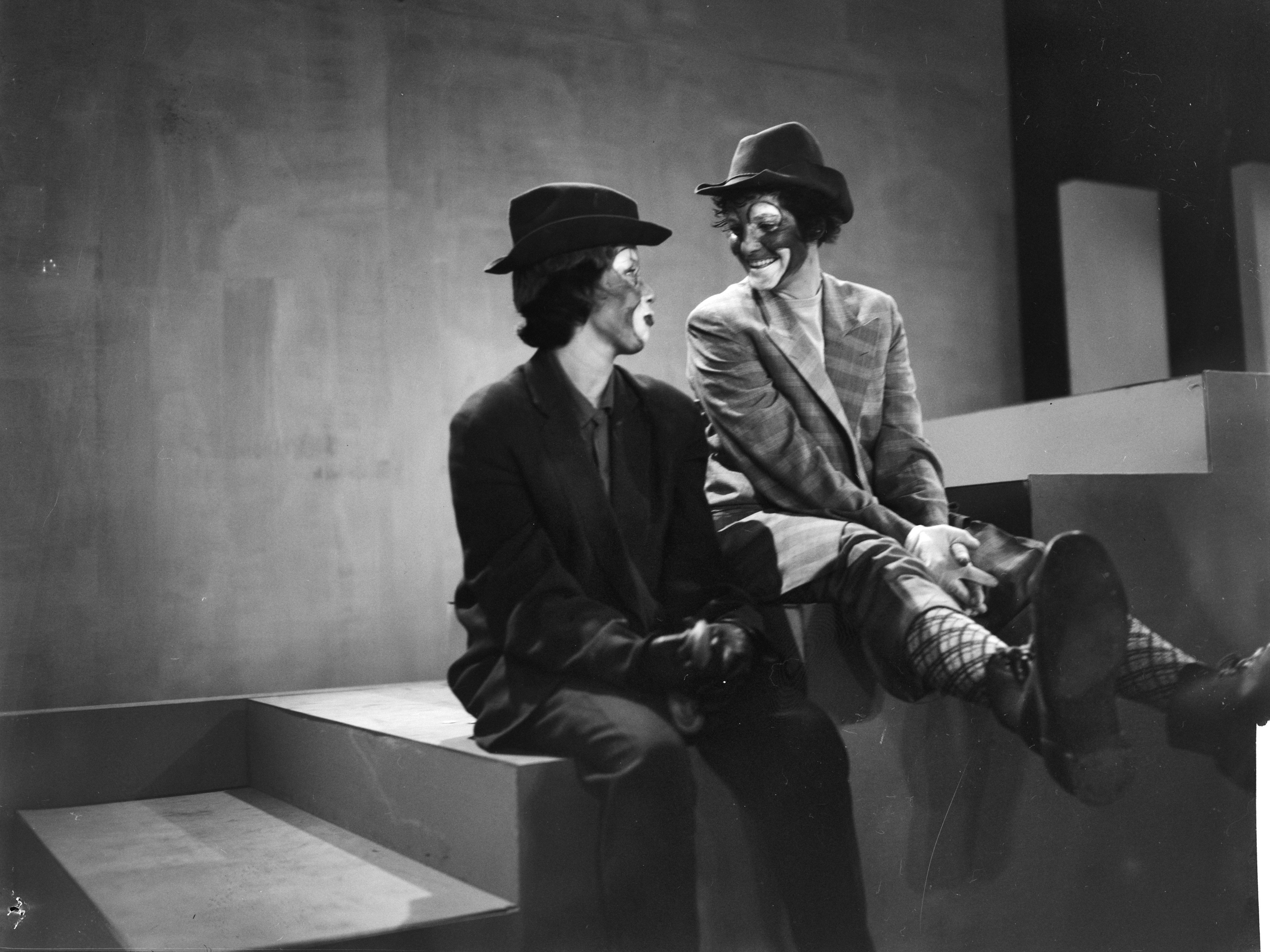
Clowns Corry Brokken und Mies Bouwman (1960)

Bouwman war Tochter des Geschäftsführers der Rundfunkgesellschaft KRO. Nach einem erfolgreichen Moderationstest wurde sie Moderatorin des ersten Fernsehabends der KRO am 16. Oktober 1951.
In der Show Open het dorp (deutsch: ‚Öffne das Dorf‘) moderierte sie, zusammen mit Arie Klapwijk, über 23 Stunden ohne Unterbrechung eine Fernsehsendung, um damit Spenden für die Errichtung des Dorfs, eines Viertels für behinderte Kinder in Arnhem, zu sammeln. Hierfür waren 16 Millionen Gulden notwendig, die sie auch einspielen konnte. Später kamen noch zugesagte Spenden hinzu, so dass insgesamt 50 Millionen Gulden erreicht wurden.
Bouwman hat für verschiedene Rundfunkgesellschaften gearbeitet (KRO, AVRO, VARA). Bekannte Sendungen von Bouwman sind Zo is het toevallig ook nog eens een keer, Mies en scène, Eén van de acht, Telebingo, Een mens wil op de vrijdagavond wel eens even zitten en een beetje lachen want er is al genoeg ellende op de wereld, Mies, In de hoofdrol und Kom er maar eens achter.
Im Jahre 1993 beendete Bouwman endgültig ihre Fernsehkarriere und sie wurde Ritter des Ordens von Oranien-Nassau.

## Privatleben

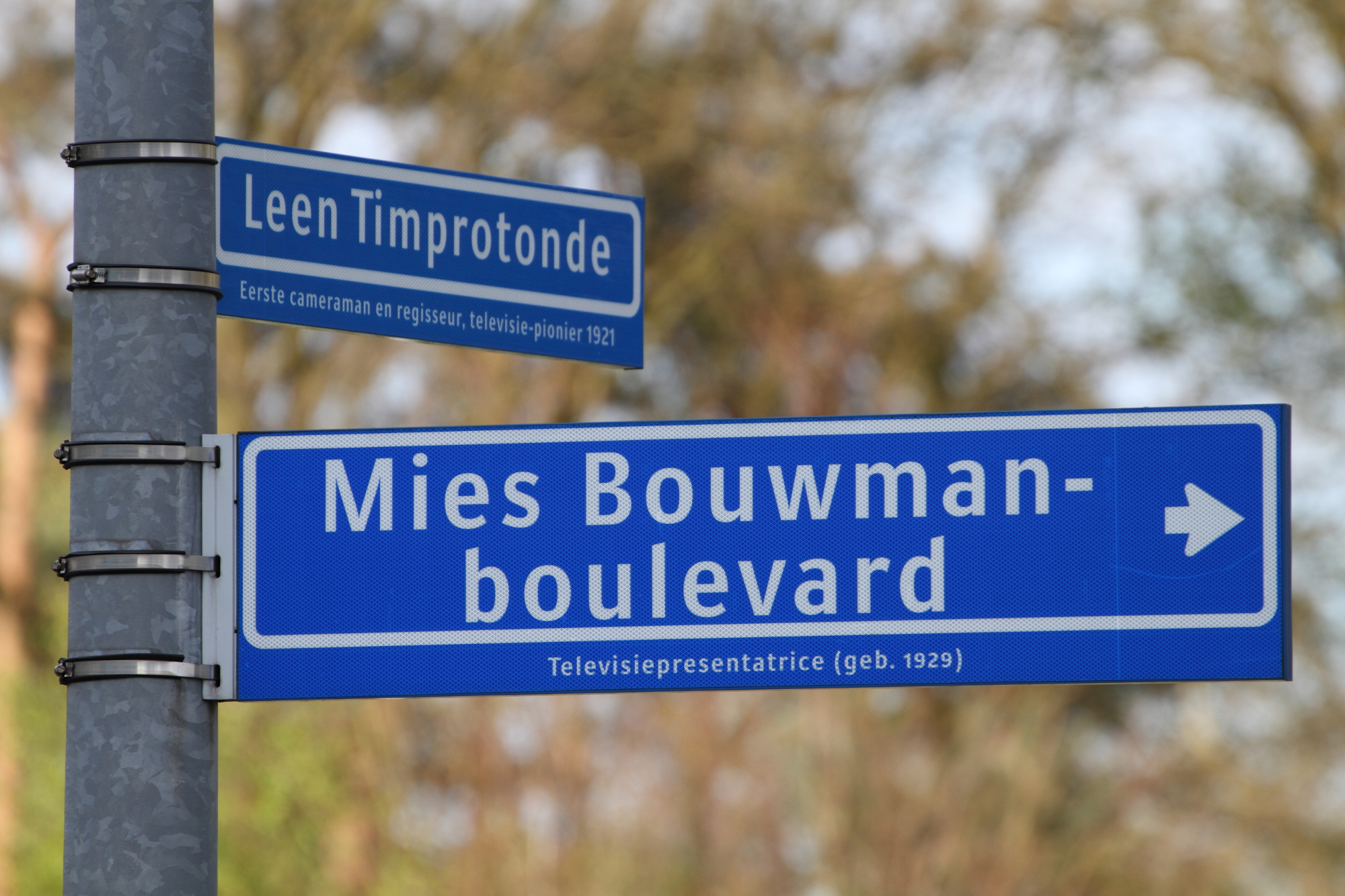
Mies Bouwman-boulevard am Mediapark Hilversum zu Ehren von Mies Bouwman

Mies Bouwman war mit dem Regisseur Leen Timp (1921–2013) verheiratet, mit dem sie einen gemeinsamen Sohn hatte. Sie lebte in Elst, Rhenen. Im Mai 2009 unterzog Mies Bouwman sich erfolgreich einer Herzoperation.
Am 26. Februar 2018 starb sie im Alter von 88 Jahren in Elst (Utrecht).